# 理查德·勒纳
理查德·艾倫·勒纳（英語：Richard Alan Lerner，1938年8月26日—2021年12月3日），美国化学家，主要以催化抗体方面的研究知名。他曾任斯克里普斯研究所主席，现在是加利福尼亚州拉霍亚斯卡格斯（Skaggs）化学生物学协会研究员和上海科技大学免疫化学研究所担任特聘教授和首席研究员。2012年因在单克隆抗体的研究与英国生物学家格雷格·温特贡共享阿斯图里亚斯亲王奖科学技术奖。

## 生平
1938年8月28日出生于美国伊利诺伊州芝加哥市，1956年至1959年就读于西北大学，1959年获得斯坦福大学医学院理学学士学位，1964年获得斯坦福大学医学博士学位。1965至1967年在斯克里普斯研究基金会实验病理学部门参与博士后科研工作。基金会后来成为斯克里普斯研究所，他于1982年至1986年担任分子生物学部门主任。1991年至2011年，他担任斯克里普斯研究所主席。2021年12月3日于美国圣地亚哥逝世，享年83岁。

## 荣誉
- 美国国家科学院院士（1991年）[6]
- 沃尔夫化学奖（1994年）[7]
- 美国文理科学院院士（2000年）[8]
- 保罗·埃尔利希和路德维希‧达姆施泰特奖（英语：Paul Ehrlich and Ludwig Darmstaedter Prize）[9]
- 阿斯图里亚斯亲王奖科学技术奖（2012年）

### 名誉博士
- 以色列理工学院（2001年）[10]
- 內蓋夫本-古里安大學（2003年）
- 佛罗里达大西洋大学（2004年）
- 牛津大学（2007年）[11]
- 华威大学（2010年）[12]